# Reacție organică
Reacțiile organice sunt acele reacții chimice în care sunt implicați compușii organici. Principalele tipuri de reacții care sunt studiate în chimia organică sunt reacțiile de adiție, eliminare, substituție, periciclice, de transpoziție și de oxido-reducere organică. În sinteza organică, reacțiile organice sunt folosite pentru obținerea de noi molecule organice, acestea având un deosebit de important rol în obținerea de compuși folositori precum medicamente, materiale plastice, polimeri, etc. 

## Tipuri

### După mecanism
În chimia organică, numărul de reacții chimice care pot avea loc este extrem de mare, astfel că mecanismele de reacție posibile sunt aproape nelimitate. Totuși, în general există câteva modele generale care ajută la încadrarea anumitor reacții în anumite clase. De asemenea, datorită complexității, multe reacții pot fi încadrate în mai multe clase (adiție-eliminare, eliminare-adiție, etc).
| Tip de reacție            | Subtip                            | Note                                                                             |
| ------------------------- | --------------------------------- | -------------------------------------------------------------------------------- |
| Reacție de adiție         | Adiție electrofilă                | include reacții precum cele de halogenare, hidrohalogenare și hidratare.         |
| Reacție de adiție         | Adiție nucleofilă                 | include reacții precum cele de halogenare, hidrohalogenare și hidratare.         |
| Reacție de adiție         | Adiție radicalică                 | include reacții precum cele de halogenare, hidrohalogenare și hidratare.         |
| Reacție de eliminare      |                                   | include reacții precum cele de deshidratare și pot avea mecanism E1, E2 sau E1cB |
| Reacție de substituție    | Substituție nucleofilă alifatică  | cu mecanism SN1, SN2 și SNi                                                      |
| Reacție de substituție    | Substituție nucleofilă aromatică  |                                                                                  |
| Reacție de substituție    | Substituție nucleofilă acilică    |                                                                                  |
| Reacție de substituție    | Substituție electrofilă           |                                                                                  |
| Reacție de substituție    | Substituție electrofilă aromatică |                                                                                  |
| Reacție de substituție    | Substituție radicalică            |                                                                                  |
| Reacție de oxido-reducere | Oxidare                           | sunt reacții redox la care participă compuși organici                            |
| Reacție de oxido-reducere | Reducere                          | sunt reacții redox la care participă compuși organici                            |
| Reacție de oxido-reducere | Oxidare și reducere               | sunt reacții redox la care participă compuși organici                            |
| Reacție de transpoziție   | Transpoziție 1,2                  |                                                                                  |
| Reacție de transpoziție   | Reacție periciclică               |                                                                                  |
| Reacție de transpoziție   | Metateză olefinică                |                                                                                  |